# Deutsche Leichtathletik-Hallenmeisterschaften 1983
Die 30. Deutschen Leichtathletik-Hallenmeisterschaften fanden am 11. und 12. Februar im Glaspalast von Sindelfingen statt. Zum vierten Mal war Sindelfingen Gastgeber. Ralf Lübke stellte im Vorlauf mit 20,98 s eine neue Weltbestzeit im 200-Meter-Lauf auf, die er dann im Finale noch auf 20,77 s verbesserte.

## Medaillengewinner

### Frauen
| Disziplin   | Gold                                                                           | Leistung    | Silber                                                                  | Leistung    | Bronze                                                              | Leistung    |
| ----------- | ------------------------------------------------------------------------------ | ----------- | ----------------------------------------------------------------------- | ----------- | ------------------------------------------------------------------- | ----------- |
| 60 m        | Heidi-Elke Gaugel VfL Sindelfingen                                             | 7,34 s      | Sabine Klösters OSC Dortmund                                            | 7,44 s      | Resi März MTV Ingolstadt                                            | 7,47 s      |
| 200 m       | Heidi-Elke Gaugel VfL Sindelfingen                                             | 23,36 s     | Christina Sussiek LG Bayer Leverkusen                                   | 23,46 s     | Heike Schmidt TV Voerde                                             | 24,12 s     |
| 400 m       | Mary Wagner TSV Göggingen 1875                                                 | 53,18 s     | Elke Decker LG Bayer Leverkusen                                         | 54,12 s     | Rita Daimer LAC Mittlere Isar                                       | 54,34 s     |
| 800 m       | Margit Schultheiss VT Zweibrücken                                              | 2:04,30 min | Petra Kleinbrahm LG Bayer Leverkusen                                    | 2:04,67 min | Birgit Friedmann Eintracht Frankfurt                                | 2:05,09 min |
| 1500 m      | Brigitte Kraus ASV Köln                                                        | 4:12,89 min | Martina Krott LAV Bayer Uerdingen/Dormagen                              | 4:13,87 min | Roswitha Gerdes ASV Köln                                            | 4:13,88 min |
| 60 m Hürden | Ulrike Denk ASV Köln                                                           | 8,07 s      | Edith Oker LG Bayer Leverkusen                                          | 8,12 s      | Heike Filsinger MTG Mannheim                                        | 8,36 s      |
| 4 × 200 m   | LG Bayer LeverkusenBirgit Vöcking Claudia Steger Elke Decker Christina Sussiek | 1:34,60 min | VfL SindelfingenAntje Diel Anette Bürkle Kirsten Hapa Heidi-Elke Gaugel | 1:35,85 min | LAV DüsseldorfAnne Griese Sabine Braun Marita Feller Heike vom Wege | 1:36,47 min |
| Hochsprung  | Brigitte Holzapfel LG Bayer Leverkusen                                         | 1,90 m      | Birgit Dressel USC Mainz                                                | 1,84 m      | Mila Skibicki ASV Köln                                              | 1,84 m      |
| Weitsprung  | Jasmin Feige LG Bayer Leverkusen                                               | 6,52 m      | Anke Weigt LG Bayer Leverkusen                                          | 6,48 m      | Christina Sussiek LG Bayer Leverkusen                               | 6,39 m      |
| Kugelstoßen | Claudia Losch LAC Quelle Fürth                                                 | 19,09 m     | Mechthild Schönleber ASV Köln                                           | 19,09 m     | Birgit Petsch LG Bayer Leverkusen                                   | 18,61       |

### Männer
| Disziplin      | Gold                                                                            | Leistung         | Silber                                                                               | Leistung    | Bronze                                                             | Leistung    |
| -------------- | ------------------------------------------------------------------------------- | ---------------- | ------------------------------------------------------------------------------------ | ----------- | ------------------------------------------------------------------ | ----------- |
| 60 m           | Christian Haas LAC Quelle Fürth                                                 | 6,64 s           | Gerhard Sewald Wacker Burghausen                                                     | 6,81 s      | Richard Luxenburger LAC Quelle Fürth                               | 6,82 s      |
| 200 m          | Ralf Lübke Dümptener TV                                                         | 20,77 s (WL)     | Erwin Skamrahl SV Union Groß-Ilsede                                                  | 20,87 s     | Peter Klein FV Salamander Kornwestheim                             | 21,46 s     |
| 400 m          | Hartmut Weber VfL Kamen                                                         | 46,42 s          | Christoph Trappe LG Bayer Leverkusen                                                 | 46,75 s     | Ralf Höhle LG Süd Berlin                                           | 47,99 s     |
| 800 m          | Thomas Wilking OSC Dortmund                                                     | 1:48,39 min      | Hans Lang MTV Ingolstadt                                                             | 1:48,61 min | Dieter Riebe LG Bayer Leverkusen                                   | 1:49,43 min |
| 1500 m         | Uwe Becker VfL Wolfsburg                                                        | 3:49,84 min      | Jürgen Grothe VfL Waiblingen                                                         | 3:50,30 min | Bernhard Gatzke LG Bayer Leverkusen                                | 3:51,73 min |
| 3000 m         | Uwe Mönkemeyer TV Wattenscheid 01                                               | 7:58,89 min      | Hans-Jürgen Orthmann VfL Wehbach                                                     | 8:00,59 min | Herbert Stephan TuS Rot-Weiß Koblenz                               | 8:03,79 min |
| 60 m Hürden    | Axel Schaumann LG Kappelberg                                                    | 7,66 s (NR)      | Jürgen Schoch FV Salamander Kornwestheim                                             | 7,81 s      | Hans-Gerd Klein LG Bayer Leverkusen                                | 7,90 s      |
| 4 × 400 m      | LG Bayer LeverkusenWolfgang Richter Joachim Rabstein Udo Thiel Christoph Trappe | 3:09,02 min      | SV Union Groß-IlsedeUwe Wegner Matthias Kretschmann Rainer Wedekämper Erwin Skamrahl | 3:09,46 min | VfL SindelfingenUwe Fegert Michael Friese André Diel Thomas Bürkle | 3:12,22 min |
| 3 × 1000 m     | VfB StuttgartHerbert Wursthorn Hans Allmandinger Andreas Baranski               | 7:04,91 min (NR) | MTV IngolstadtThomas von Großmann Armin Steller Hans-Peter Ferner                    | 7:12,48 min | VfL WolfsburgRolf Baunack Volker Becker Uwe Becker                 | 7:12,49 min |
| Hochsprung     | Gerd Nagel LG Eintracht Frankfurt                                               | 2,31 m           | Carlo Thränhardt ASV Köln                                                            | 2,27 m      | Andreas Surbeck VfL Sindelfingen                                   | 2,27 m      |
| Stabhochsprung | Günther Lohre FV Salamander Kornwestheim                                        | 5,50 m           | Gerald Heinrich USC Mainz                                                            | 5,45 m      | Detlef de Raad TV Wattenscheid 01                                  | 5,45 m      |
| Weitsprung     | Jens Knipphals VfL Wolfsburg                                                    | 7,88 m           | Jörg Klocke TV Wattenscheid 01                                                       | 7,86 m      | Jürgen Wörner TB Bad Cannstatt                                     | 7,68 m      |
| Dreisprung     | Klaus Kübler FV Salamander Kornwestheim                                         | 16,08 m          | Wolfgang Knabe SV Union Groß-Ilsede                                                  | 15,96 m     | Ralph Jaros DJK Düsseldorf-Neuß                                    | 15,88 m     |
| Kugelstoßen    | Andreas Beirowski LG Bayer Leverkusen                                           | 18,63 m          | Udo Gelhausen LG Bayer Leverkusen                                                    | 18,50 m     | Claus-Dieter Föhrenbach USC Heidelberg                             | 18,15 m     |